# Triboken

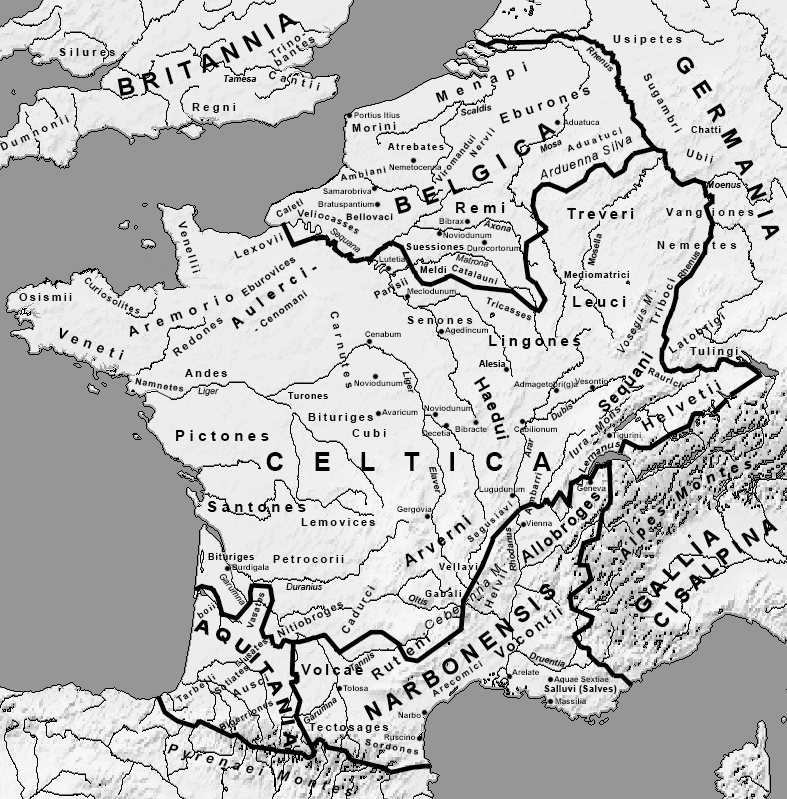
Gallië rond 54 v.Chr.; de Triboken woonden tussen de Rijn in het oosten en de Vogezen en de Leuci in het westen

De Triboken (Latijn: Triboci) waren een Germaanse stam die zich volgens Tacitus' Germania aan de linkeroever van de Rijn bevond. Ten noorden van hen woonden de Germaanse Nemeten, ten westen lagen de Vogezen en de Gallische stam der Leuci.
De stam vocht gezamenlijk met andere Germaanse stammen onder Ariovistus tegen Julius Caesar en vestigde zich in het gebied rond het huidige Straatsburg (Argentoratum).
Alemannen · Ambivarieten · Ambronen · Ampsivaren · Angelen · Angrivariërs · Asdingen · Baemi · Bajuwaren · Bastarnen · Bataven · Bourgondiërs · Bructeren · Cananefaten · Chamaven · Chasuarii · Chatten · Chattuarii · Chauken · Cherusken · Cimbren · Cugerni · Dulgubnii · Fosi · Franken · Frisii · Gepiden · Goten · Harii · Helisiërs · Hermunduren · Herulen · Juten · Lakringen · Lemoviërs · Longobarden · Lugiërs · Manimiërs · Marcomannen · Marobudui · Marsi · Mattiakken · Naharvalen · Nemeten · Nerviërs · Ostrogoten · Quaden · Rugiërs · Saksen · Semnonen · Silingen · Sitones · Skiren · Sueben · Sugambren · Suiones · Tencteren · Teutonen · Toxandriërs · Triboken · Tubanten · Tudri · Tungri · Ubiërs · Usipeten · Vandalen · Vangionen · Visigoten · Volcae · Warnen
Germani cisrhenani:
Caerosi · Condrusi · Eburonen · Paemani · Segni
Stamverenigingen:
Herminones · Ingvaeones · Istvaeones